# Schloss Allaman

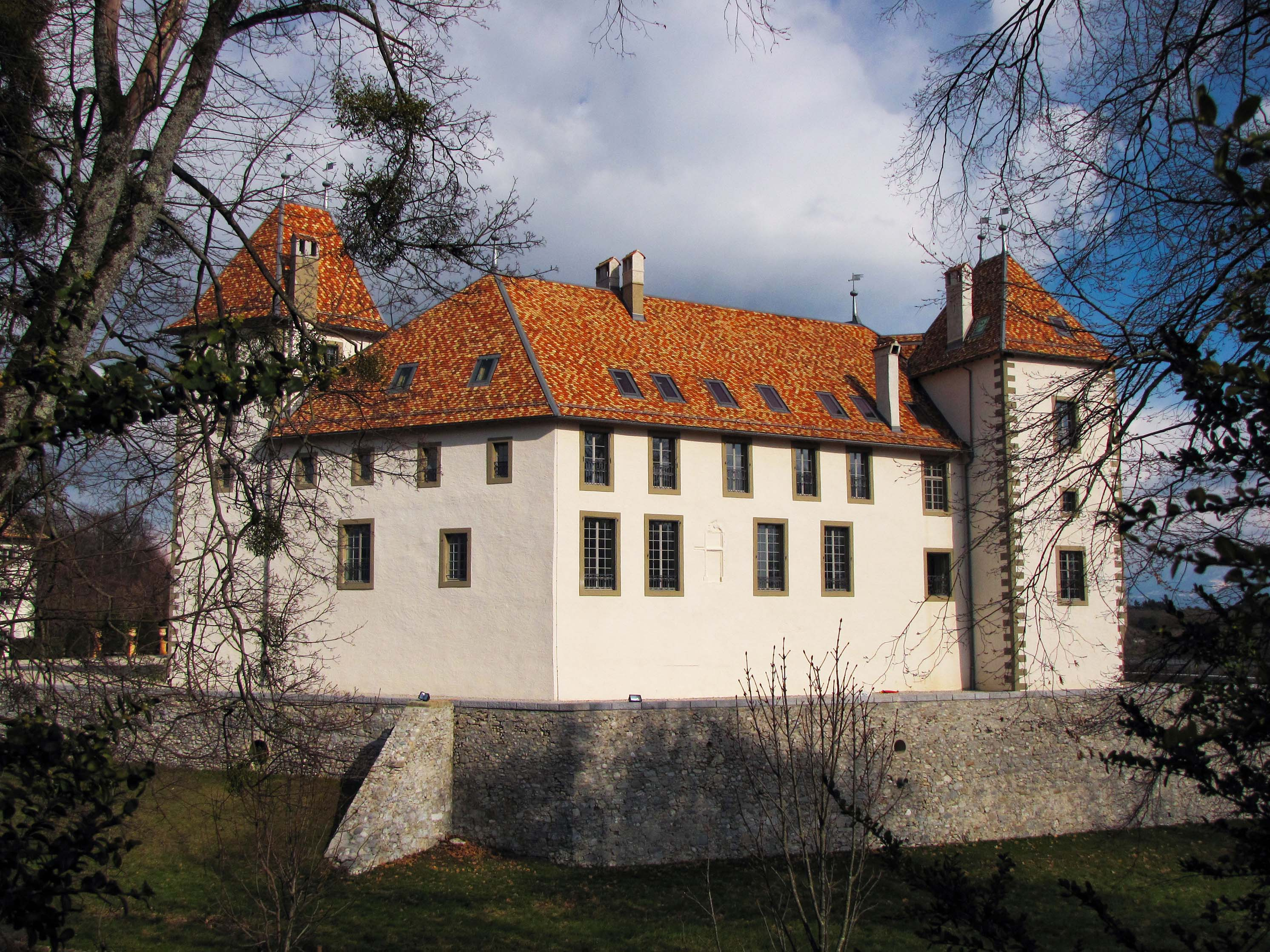
Schloss Allaman nach dem jüngsten Umbau

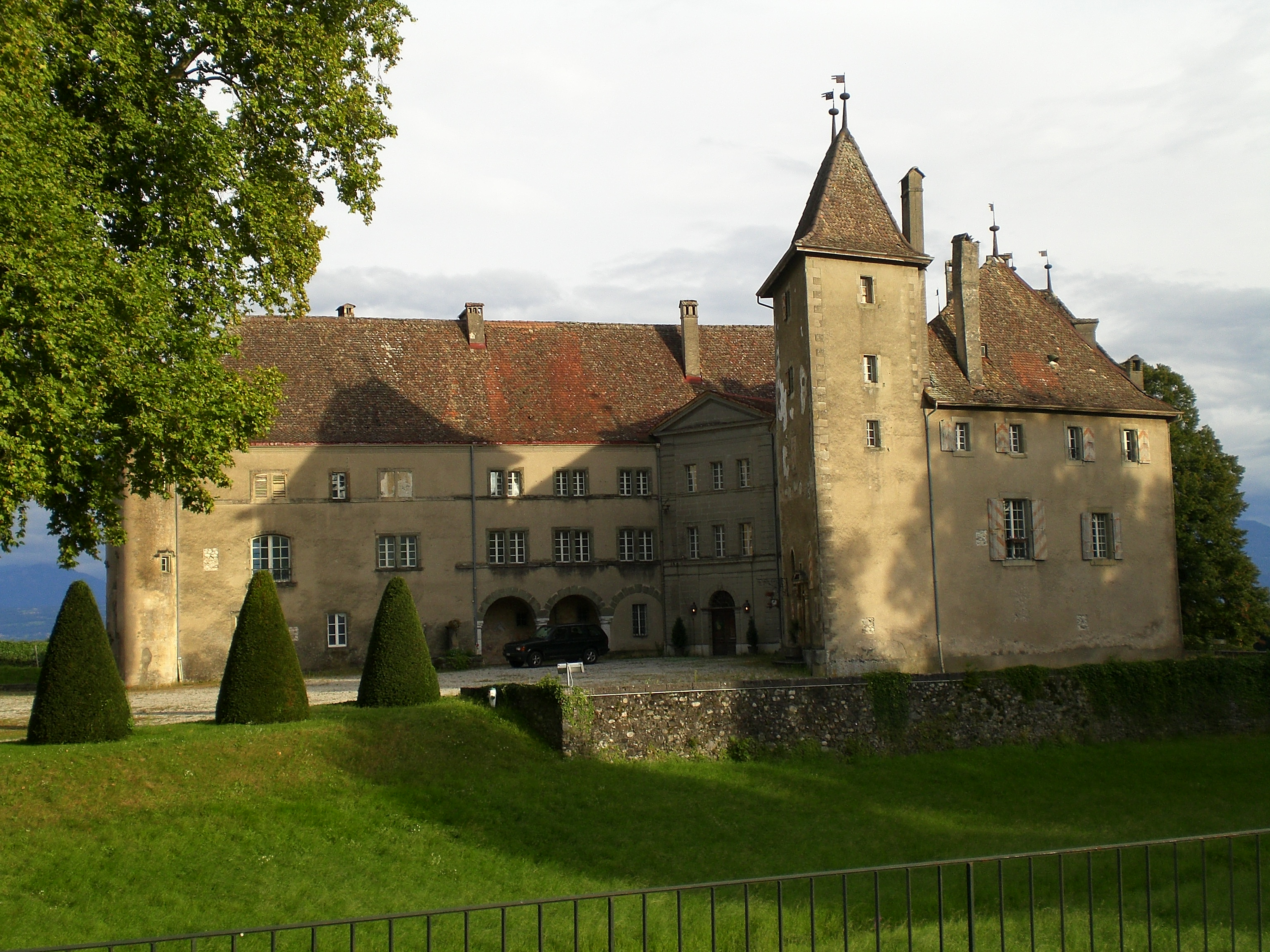
Ansicht der Hofseite von 2007

Das Schloss Allaman ist ein aus einer mittelalterlichen Burg hervorgegangener repräsentativer Herrschaftssitz in Allaman am Genfersee. Es steht auf einer Terrasse mit einer einfachen, talseitigen Stützmauer. Daneben befinden sich Wirtschaftsgebäude und ein kleiner Schlosspark. Unterhalb des Schlosses erstreckt sich bis zum See die bedeutende Landschaft Chanivaz – Delta de l’Aubonne. Seit 1975 ist das Schloss als historisches Monument und Kulturgut von nationaler Bedeutung klassifiziert. Die Domäne ist heute auch wegen des Weins mit der Marke Château d’Allaman bekannt, der im 15 Hektar grossen Rebberg des Schlosses produziert wird.

## Geschichte
Die Ministerialenfamilie von Allaman ist im Jahr 1291 erstmals erwähnt. Sie wohnte bereits in einer Burg, die sich beim Dorf Allaman an der Landstrasse von Genf nach Lausanne befand. Die befestigte Anlage dürfte in den 1290er Jahren gebaut oder verändert worden sein, wie man anhand der dendrochronologischen Datierung früher Holzbalken am Bauwerk weiss. Die Burg ist im Jahr 1375 zum ersten Mal erwähnt.
Um 1530 verbrannte das mittelalterliche Gebäude. In den folgenden Jahrhunderten veränderten die wechselnden Besitzer das Bauwerk immer wieder stark, bauten es um und vergrösserten es, so dass heute kaum mehr Spuren der mittelalterlichen Burg zu erkennen sind.
Aus der Barockzeit stammen Arkaden auf der Hofseite der zweischenkligen Anlage. In den 1720er Jahren wurde das Schloss für die neue Besitzerin Markgräfin Jeanne-Marguerite de Langallerie (1686–1736) zur zeitgemässen Residenz ausgebaut. Dreissig Jahre später liess Gaspard Sellon einen repräsentativen Eingang am Schlosshof errichten. Jetzt verschwanden auch der Burggraben, die Umfassungsmauer und die Zugbrücke der ehemaligen Burg. In der Zeit von Jean-François Sellon (1707–1790) erhielten einige Räume eine grosszügige Ausstattung mit Getäfer und mit französischen Papiertapeten, die heute zu den wertvollsten Ausstattungselementen des Schlosses zählen.

Schloss Allaman im 19. Jahrhundert (Schweizerische Nationalbibliothek)

Graf Jean-Jacques de Sellon (1782–1839), Politiker, Mäzen und Gutsherr von Allaman, machte das Schloss zu einem zentralen Ort der frühen Genfer Friedensbewegung. Er trat um 1830 nach pazifistischen Idealen als Gründer der Société des Amis de la Paix de Genève in Erscheinung, der ersten kontinentaleuropäischen Friedensgesellschaft, die in der Vorgeschichte des Völkerbunds eine Rolle spielt. De Sellon empfing auf seinem Schloss Allaman illustre Besucher wie etwa Joseph Bonaparte, Kaiserin Joséphine, Franz Liszt, George Sand sowie seinen Enkel Camillo Cavour. Neben der zeitgemässen Neueinrichtung mehrerer Innenräume des Schlosses liess er auch dessen Umgebung neu gestalten. Damals entstand neben und unterhalb des Bauwerks ein englischer Garten mit einem Weiher. Der alte Bewässerungskanal Armary fliesst durch den Schlosspark und hinab zum Rebberg; früher diente er auch dem Antrieb der herrschaftlichen Mühle von Allaman.
In den 1940er Jahren richtete Der Bankier Gérard de Loriol (1904–1973) die Räume im Schloss nach dem Stil mittelalterlicher Burgen neu ein. Er soll sich besonders an den damals aktuellen Erneuerungsarbeiten im Schloss Chillon inspiriert haben.
Von 1975 bis 2006 gehörte das Schloss der Vereinigung Société vinicole de Perroy, die es 2006 einem deutschen Investor verkaufte. In den folgenden Jahren erfolgte eine aufwändige Sanierung des Bauwerks, mit Veränderungen der Innenräume und dem Ausbau des grossen Dachstocks zu Wohneinheiten. Kunstwerke aus dem Schloss gelangten 2017 in den Antiquitätenhandel. Nach dem Misserfolg der Besitzergesellschaft kam es zum Verkauf durch das Konkursamt des Kantons Waadt für 20 Millionen Franken an die Gläubiger. Im Jahr 2021 musste sich der ehemalige Geschäftsführer vor dem Bezirksgericht von Morges verantworten.